# Кивинда, Даниэль
Даниэ́ль Ва́нжио Киви́нда (укр. Даніель Ванжіо Ківінда; род. 31 августа 2004, Харьков) — украинский футболист, нападающий клуба «Фарул».

## Клубная карьера
Родился 31 августа 2004 года в Харькове. В ДЮФЛУ с 2016 по 2020 год выступал за днепровские клубы «Днепр-2004», «Днепр» и ДАФ. В начале сентября 2020 года перешёл в «Днепр-1», где сначала выступал за юношескую команду. В конце декабря 2021 года подписал новое 3-летнее соглашение с днепровским клубом. Весной 2022 года в СМИ появилась информация, что «Днепр-1» готов продать лучшего бомбардира юношеского чемпионата Украины лиссабонской «Бенфике», но переход так и не состоялся.
В начале июля 2023 года переведен в первую команду «спортклубовцев». В футболке главной команды «днепрян» дебютировал 6 августа 2023 в победном (2:1) домашнем поединке 2-го тура Премьер-лиги Украины против житомирского «Полесья». Даниэль вышел на поле на 63-й минуте вместо Валентина Рубчинского.

## Карьера в сборной
В конце марта 2019 года получил дебютный вызов в юношескую сборную Украины (U-15) на товарищеские матчи против сверстников из Румынии. Дебютировал за юношескую сборную украины (U-15) 4 апреля 2019 в победном (2:0) товарищеском матче против румынских сверстников. Также выходил на поле в победном (3:1) матче Кубка развития УЕФА против юношеской сборной Кипра (U-15). В общей сложности за команду U-15 провел 2 поединка.
20 сентября 2019 года стал одним из 20-ти игроков, которых вызвал Сергей Нагорняк в расположение юношеской сборной Украины (U-16) на товарищеские матчи против юношеской сборной Бельгии (U-16). 24 и 26 сентября 2019 года сыграл в обоих поединках против сверстников из Бельгии. В общей сложности провел 2 матча за команду U-16.